# Tandon School of Engineering de l'université de New York
L'Institut polytechnique de l'université de New York (ou encore NYU-Poly, NYU-Polytechnic, ou Poly) est une école de l'université de New York située au cœur de Brooklyn à New York. Fondée en 1854, il s'agit de la deuxième plus ancienne université technologique privée.
En 2015, l'institut prend le nom de Tandon School of Engineering de l'université de New York (New York University Tandon School of Engineering) en l'honneur de Chandrika Tandon (en) et Ranjan Tandon qui lui ont fait don de 100 millions de dollars.

## Professeurs célèbres
- Dora E. Angelaki, neuroscientifique et chercheuse grecque.